# Juliane Raschke
Juliane Raschke (* 29. März 1989 in Potsdam) ist ein deutsches Playmate und Model.

## Leben
Nach der 10. Klasse machte Raschke zunächst eine Ausbildung zur Hotelfachfrau, war jedoch wegen körperlicher Probleme dazu gezwungen, sie abzubrechen. Nach verschiedenen Praktika nahm sie eine Ausbildung zur Sozialassistentin auf. Als sie sich noch in dieser Ausbildung befand, war Raschke in der deutschen Playboy-Ausgabe Playmate im November 2007 und wurde von Mitte Dezember 2007 bis Mitte März 2008 von den Lesern mit 1.550 der über 13.000 abgegebenen Stimmen zum Playmate des Jahres 2007 gewählt. Im Juni 2008 erschien daraufhin ein weiteres Fotoshooting im Playboy.  2009 stand Raschke auch für PETA vor der Kamera und stellte Titelbilder zu einer Kampagne gegen das Lebendkochen von Hummern und zu einer weiteren Kampagne gegen die Produktion von Pelzen dar. Außerdem war sie 2009 noch in der 6. Folge der ersten Staffel der DMAX-Fernsehserie Street Customs Berlin, Der Playboy-Bus, zu sehen. Im Juli 2012 trat sie zusammen mit zwei Playmates des Jahres Mia Gray (2009) und Anna Maria Kagerer (2010) sowie dem Wiesn-Playmate 2007 Anna Scharl bei einer Werbeveranstaltung des Automobilwaschbetriebes Kö8 Wash auf. Außerdem gab sie dem Playmate vom August 2013, Sarah Domke, die im Solarium jobbte, die Anregung, sich beim Playboy zu bewerben.
Raschke lebte 2007 mit ihren Eltern und Geschwistern in Groß Kreutz (Havel) im brandenburgischen Landkreis Potsdam-Mittelmark.